# Vélodrome Amédée-Detraux
Le vélodrome Amédée-Detraux, également appelé vélodrome de Gourde-Liane, est un ensemble sportif (vélodrome et stade) situé à Baie-Mahault en Guadeloupe. D'une capacité de 9 000 places au total, c'est le plus grand stade de la Guadeloupe.

## Histoire
Sport très populaire aux Antilles et particulièrement en Guadeloupe, le cyclisme sur route et sur piste nécessitait la construction d'un équipement adapté. Le vélodrome de Gourde-Liane prend le nom du cycliste sur piste Amédée Detraux (1948-1999) en juillet 2009.
Sa piste mesure 333,333 mètres, ce qui en fait le plus grand vélodrome des Antilles. Il est utilisé notamment pour le tour cycliste de la Guadeloupe. 
En juillet 2009, le vélodrome accueille pour la première fois aux Antilles, les championnats de France de cyclisme sur piste et en octobre 2014 les championnats d'Europe.
En mars 2016, il accueille pour la première fois aux Antilles, l'équipe de France de tennis et celle du Canada lors des huitièmes de finale de la coupe Davis 2016. Pour cette occasion, le stade est rénové non sans susciter des controverses quant au montant des travaux qui initialement estimés à 1,5 million d'euros ont triplé à 4,5 millions après l'attribution du lieu de la compétition. Cette somme est compensée par l'Etat afin d'améliorer les équipements sportifs de la région. Deux terrains de tennis en terre battue installés à Gourde Liane sont conservés et un club se charge de la programmation de leur utilisation. Le bilan est donc très positif, d'autant que la France se qualifie pour les quarts de finale devant 6 200 spectateurs,.